# Innerthal
Innerthal – miejscowość i gmina w Szwajcarii, w kantonie Schwyz, w okręgu March. Na terenie gminy leży jezioro Wägitalersee.

## Demografia
W Innerthal mieszka 178 osób. W 2021 roku 6,2% populacji gminy stanowiły osoby urodzone poza Szwajcarią. 

## Transport
Przez teren gminy przebiega droga główna nr 392.